# Chesterton Range National Park
Chesterton Range National Park är en park i Australien. Den ligger i delstaten Queensland, omkring 580 kilometer väster om delstatshuvudstaden Brisbane. Chesterton Range National Park ligger 587 meter över havet.
Trakten runt Chesterton Range National Park är nära nog obefolkad, med mindre än två invånare per kvadratkilometer.. Det finns inga samhällen i närheten.
I omgivningarna runt Chesterton Range National Park växer huvudsakligen savannskog. Genomsnittlig årsnederbörd är 628 millimeter. Den regnigaste månaden är december, med i genomsnitt 107 mm nederbörd, och den torraste är april, med 6 mm nederbörd.